# Edinburg (Texas)
Edinburg település az Amerikai Egyesült Államok Texas államában, Hidalgo megyében, melynek megyeszékhelye is. Lakosainak száma 100 243 fő (2020. április 1.).

## Népesség
A település népességének változása:
| Lakosok száma | 77 100 | 98 665 | 100 243 |
|               | 2010   | 2018   | 2020    |